# امپلو
امپلو (به لاتین: Ampelu) یک منطقهٔ مسکونی در اندونزی است که در جامبی واقع شده‌است.